# Cantó de Les Ulis
El cantó de Les Ulis és un cantó francès del departament d'Essonne, situat al districte de Palaiseau. Des del 2015 té 7 municipis.

## Municipis
- Gometz-le-Châtel
- Marcoussis
- Nozay
- Saint-Jean-de-Beauregard
- Les Ulis
- Villebon-sur-Yvette
- Villejust

## Història
| Data d'elecció                           | Identitat          | Partit | Qualitat |
| ---------------------------------------- | ------------------ | ------ | -------- |
| 1985-1088                                | Paul Loridant      | PS     |          |
| 1988-2002                                | Jean-Marc Salinier | PS     |          |
| 2002-                                    | Maud Olivier       | PS     |          |
| les dades anteriors no són pas conegudes |                    |        |          |
|                                          |                    |        |          |

## Demografia
| A partir de 1990: Població sense dobles comptes |